# 埃爾克鎮區 (堪薩斯州克勞德縣)
埃爾克鎮區（英語：Elk Township）為位在美國堪薩斯州克勞德縣的鎮區。2010年美国人口普查中該鎮區人口有817人。

## 地理
埃爾克鎮區涵蓋面積73.15平方（28.24平方英里），境內設有一座城市：克萊德。

### 墓園
根據美國地質調查局的資料，此鎮區擁有2座墓園：
- 各各他山墓園（Mount Calvary Cemetery）
- 芒特霍普墓園（Mount Hope Cemetery）

### 溪流
通過此鎮區的溪流有：
- 埃爾克溪（Elk Creek）
- 埃爾克溪西流（West Fork Elk Creek）

## 人口統計
根據2010年美國人口普查，埃爾克鎮區人口有817人，人口密度為11.17人/每平方公里。此鎮區居民之種族有97.92%為白人；0.24%為非裔美洲人；0%為美洲原住民；0.24%為亞洲人；0%為太平洋島民；0.37%為其他種族；另外有1.22%為混血種族。而西班牙裔或拉丁裔美洲人佔此鎮區人口的0.61%。

## 外部連結
- US-Counties.com
- City-Data.com （页面存档备份，存于）